# Быданцев, Игорь Васильевич
Игорь Васильевич Быданцев (1931—1993) — советский деятель строительной промышленности, бывший заместитель начальника «Главсредуралстроя». Лауреат премии Совета Министров СССР. Заслуженный строитель РСФСР.

## Биография
Родился 25 марта 1931 года в городе Верещагино Пермской области, в рабочей семье — его отец был машинистом паровоза.
В 1950 году, по окончании средней школы, поступил в Свердловский юридический институт, из которого после первого курса перешел в Уральский политехнический институт. Окончил его по специальности «Промышленное и гражданское строительство» и был направлен на работу в Строительное управление № 2 треста «Свердловскпромстрой», где работал мастером, прорабом, старшим прорабом. В 1962—1969 годах Быданцев работал главным инженером этого же управления.
Будучи членом КПСС, в 1969 году был избран секретарем партийного комитета треста, через два года, в октябре 1971, был назначен главным инженером треста «Свердловскпромстрой». В декабре 1973 года был переведен в трест «Уралмашстрой» и назначен управляющим трестом, проработав в этой должности до мая 1983 года. Затем по 1990 год И. В. Быданцев работал в должности заместителя начальника «Главсредуралстроя». В сентябре 1990 года вышел на пенсию (республиканского значения).
Кроме производственной, Игорь Быданцев занимался общественной деятельностью — являлся членом Орджоникидзевского райкома и Свердловского горкома КПСС, неоднократно избирался депутатом Свердловского городского Совета депутатов трудящихся.
Умер 30 марта 1993 года в Екатеринбурге, похоронен на Широкореченском кладбище.

## Награды
- Награжден орденами Трудового Красного Знамени (1974) и «Знак Почета» (1971), а также медалями, в числе которых серебряная медаль ВДНХ СССР (1979).
- В декабре 1982 года был удостоен почетного звания «Заслуженный строитель РСФСР».
- В августе 1988 года стал лауреатом премии Совета Министров СССР (за участие в строительстве Дворца культуры «Уралмаша»).